# Ланеган, Марк
Марк Уи́льям Ла́неган (англ. Mark William Lanegan; 25 ноября 1964, Элленсберг, Вашингтон — 22 февраля 2022, Килларни) — американский музыкант, певец и автор песен. Музыкальную карьеру начал в 1985 году, образовав гранж-группу Screaming Trees вместе с Гэри Ли Коннером, Ван Коннером и Марком Пикерелом. С 1990 года выпустил восемь сольных альбомов, имевших признание критиков и неплохой коммерческий успех.
На протяжении всей карьеры сотрудничал с различными музыкантами. После распада Screaming Trees в 2000 году принимал участие в записях группы Queens of the Stone Age. В 2003 вместе с вокалистом The Afghan Whigs и The Twilight Singers Грегом Дулли основал коллектив The Gutter Twins, который выпустил два диска в 2008 году. Был ведущим вокалистом в проекте Soulsavers с 2007 по 2009, впоследствии уступил эту роль лидеру Depeche Mode Дэйву Гаану. Выпустил три альбома вместе с бывшей вокалисткой шотландской группы Belle & Sebastian Изобель Кэмпбелл и один с английским мультиинструменталистом Дюком Гарвудом.
Марка Ланегана нередко ставят в один ряд с такими фигурами как Том Уэйтс и Ник Кейв, Леонард Коэн и Джонни Кэш. Музыкант обладал весьма характерным голосом, который часто называют «гравийным», «дымным», «мрачным», описывают так: «колючий, как трёхдневная щетина и гибкий, как кожаный мокасин».

## Ранние годы (1964−1985)
Марк Уильям Ланеган родился в Элленсбурге, штат Вашингтон, 25 ноября 1964 года. Во время интервью журналу The Rocket в 1996 году он рассказал, что в молодости водил зерноуборочный комбайн. У него ирландское, шотландское и валлийское происхождение. Ланеган родился в неблагополучной семье и от своих проблем отвлекался при помощи наркотиков. В 18 лет он уже был арестован и приговорён к одному году лишения свободы за преступление, связанное с наркотиками. Из тюрьмы он выбрался, пройдя годичный курс реабилитации. Примерно в то же время Марк познакомился с братьями Коннер, и троица основала Screaming Trees.

## Screaming Trees (1985−2000)
Наряду с такими группами как Nirvana, Alice in Chains, Pearl Jam и Soundgarden, Screaming Trees стала частью гранж-сцены Сиэтла 1990-х. Она была образована Ланеганом и братьями Коннер вместе с Марком Пикерелом, который, впрочем, скоро был заменен Барреттом Мартином. О формировании состава Ланеган вспоминал так: «Я был настолько дерьмовым барабанщиком, что они заставили меня петь». В 1985 году группа подписала контракт с лейблом Sub Pop и записала свой первый мини-альбом Other Worlds, изначально вышедший на кассете, а два года спустя — на диске и пластинке. В 1986 вышел первый полноформатный студийный альбом Clairvoyance, стиль которого представлял собой смесь психоделической музыки и хард-рока, что было схоже с ранним гранжем.
Коллектив выпускал по альбому в год, параллельно играя концерты в Штатах. С 1987 по 1989 вышло три альбома на SST Records: Even If and Especially When, Invisible Lantern и Buzz Factory. В 1991 году вышел альбом Uncle Anesthesia, спродюсированный вокалистом Soundgarden Крисом Корнеллом. Альбом содержал сингл «Bed of Roses», ставший весьма популярным на радиостанциях. Он же стал первым синглом группы, попавшим в чарты. Вскоре Барретт Мартин покинул Screaming Trees и в коллектив вернулся старый барабанщик — Марк Пикерел. В таком составе группа записала шестой альбом — Sweet Oblivion, изданный в 1992 году. Sweet Oblivion стал прорывом для Screaming Trees, он содержал песни «Nearly Lost You», «Dollar Bill», «Butterfly» и «Shadow of the Season», полюбившиеся роковым радиостанциям. Видео «Nearly Lost You» стало хитом на MTV. В Соединённых Штатах альбом был продан тиражом свыше 300 000 экземпляров.
Последний альбом — Dust вышел в 1996 году после долгих разногласий внутри коллектива. Он содержал песни «All I Know» и «Dying Days», принесшие группе популярность за пределами Америки. Несмотря на неизменно положительные отзывы, в Screaming Trees наметился разлад. Группа вернулась в студию только в 1999 году и записала лишь несколько демо. Ни один лейбл не хотел принимать Screaming Trees. Отыграв несколько концертов в начале 2000 года, группа объявила о своём распаде.

## Сольное творчество (1990−2022)
Свой первый сольный альбом — The Winding Sheet Ланеган выпустил в 1990 году на лейбле Sub Pop. В то время лейбл был пристанищем для многих рок-групп, на нём Марк познакомился с Куртом Кобейном и Грегом Дулли. Кобейн и Крис Новоселич записали вместе с ним «Where Did You Sleep Last Night?», также Курт принял участие в бэк-вокале на «Down in the Dark». Второй альбом Whiskey for the Holy Ghost вышел спустя 4 года. Популярность получили песни «The River Rise», «Kingdoms of Rain», «Riding the Nightingale» и «Beggar’s Blues». После этого музыкант принял участие в трибьют-альбоме кантри-исполнителю Вилли Нельсону, носившему название Twisted Willie, исполнив песню «She’s Not for You».
Третий альбом вышел в 1998 году и назывался Scraps at Midnight. Продюсером выступил друг и коллега Ланегана басист Майк Джонсон. Уже на следующий год вышел четвёртый альбом I’ll Take Care of You, на котором присутствовали кавер-версии известных фолк и панк песен. Пятый альбом, озаглавленный Field Songs, вышел в 2001 году. В записи участвовали друзья Марка: Дафф МакКаган и Бен Шеферд из Soundgarden. В перерыве между четвёртым и пятым альбомом исполнитель участвовал в трибьютах: представителю психоделического рока Скипу Спенсу (More Oar, песня «Cripple Creek»), музыканту фанка и соула Тиму Бакли (Sing a Song for You, композиция «Café») и брит-поп коллективу The Kinks (Give The People What We Want, трек «Nothin' In The World Can Stop Me Worryin' 'Bout That Girl»). В 2003 году вышел единственный сольный мини-альбом Ланегана — Here Comes That Weird Chill.
В записи шестого альбома Bubblegum, вышедшего в 2004 году, приняли участие известные музыканты, такие как Пи Джей Харви, Джош Хомме и Ник Оливери из Queens of the Stone Age, Грег Дулли, Дин Вин из Ween, Дафф МакКаган и Иззи Стрэдлин (когда-то из Guns N’ Roses). Также на Bubblegum появилась бывшая жена Марка Венди Рэй Фаулер, сейчас поющая в We Fell to Earth. На момент выхода альбом был самым положительно встреченным критиками, среди всех сольных работ Ланегана. Седьмой альбом Blues Funeral вышел в феврале 2012 года. Свой вклад в его создание внесли Джош Хомме, Ален Йоханнес и Мартин ЛеНобль. Blues Funeral также получил одобрение критиков.
В конце 2012 года Марк записал шести-песенный мини-альбом Dark Mark Does Christmas, состоящий из традиционных рождественских гимнов. Тираж записи был подготовлен на собственные средства музыканта и распространяется только на его концертах. Затем Ланеган сопровождал группу Nick Cave and the Bad Seeds на гастролях в поддержку их пятнадцатого студийного альбома Push the Sky Away. Выступления коллектива включали, помимо прочего, совместное исполнение Ником Кейвом и Марком классической песни Bad Seeds «The Weeping Song», которую Ник некогда пел вместе с бывшим гитаристом Bad Seeds Бликсой Баргельдом. В 2012 году также вышел саундтрек к фильму «Самый пьяный округ в мире», в работе над которым принимали участие музыканты The Bad Seeds и Марк Ланеган.
В ходе тура Ланеган сообщил о начале работы над восьмым студийным альбомом под названием Imitations. Диск был записан в той же студии и с тем же персоналом, что и I’ll Take Care of You; в нём, как и в пластинке 1998 года, были собраны кавер-версии. Одну из них — на песню Джона Кейла «I’m Not The Loving Kind» — музыкант выложил на ресурсе SoundCloud для свободного прослушивания. Вскоре после выхода Imitations был анонсирован первый в карьере Ланегана сборник — Has God Seen My Shadow? An Anthology 1989–2011. Продолжительность компиляции из двух дисков, включающих лучшие и ранее не издававшиеся песни соответственно, составляет более чем полтора часа. Has God Seen My Shadow? был издан в середине январе 2014 года.
Весной Ланеган участвовал в работе над трибьютом своему любимому музыканту Джеффри Ли Пирсу — Axels & Sockets (ранее он уже отметился в альбомах We Are Only Riders (2010) и The Journey Is Long (2012), посвящённых Пирсу). Летом выпустил пяти-трековый мини-альбом No Bells on Sunday и объявил о выходе полноформатной записи Phantom Radio ближе к концу года. 3 июля Марк посетил шоу Черил Уотерс на KEXP-FM, где исполнил несколько композиций с Phantom Radio. В феврале 2015 года выпустил альбом ремиксов под названием A Thousand Miles of Midnight. Пластинка объединила новые версии треков с No Bells on Sunday и Phantom Radio от Грега Дулли, UNKLE, Моби, Soulsavers и других коллег Ланегана. В августе того же года был выпущен альбом демозаписей 2002 года — Houston Publishing Demos 2002.
На апрель 2017 года Марк наметил выход десятого студийного альбома, получившего название Gargoyle. Соавтором музыки к нему выступил бывший гитарист английской инди-рок группы Exit Calm Роб Маршалл (в качестве ответной любезности Ланеган внёс вклад в его проект Humanist); не обошлось без участия старых друзей Ланегана: Грега Дулли, Джоша Хомме, Дюка Гарвуда и других; спродюсировал запись давний коллега музыканта Ален Йоханнес. В 2018 году исполнитель вновь поработал с Гюдом Гарвудом — в августе вышел их второй совместный альбом With Animals.

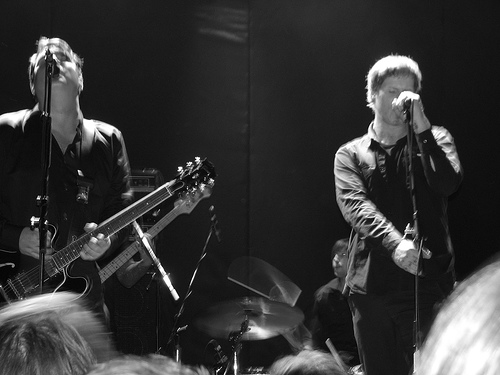
Грег Дулли и Марк Ланеган

## The Gutter Twins (2003−2009)
The Gutter Twins является плодом сотрудничества Ланегана и Грега Дулли. Первое их совместное выступление состоялось в 2005 году в Риме. Работа над альбомом Saturnalia началась ещё в 2003, но он был выпущен лишь в 2008 году, на лейбле Sub Pop, где оба музыканта работали прежде. Тур в поддержку альбома начался в 14 февраля в Нью-Йорке и продолжался вплоть до апреля, охватив Европу и США. Saturnalia стал большим хитом, Blast Magazine описал его как «спуск в тёмные эмоции, которые часто скрываются под поверхностью», также журнал отметил, что альбом «звучит так, как если бы его написал давно потерянный кузен U2 из Сиэтла».
В сентябре 2008 года вышел мини-альбом Adorata, состоящий из каверов и двух оригинальных песен The Gutter Twins, не вошедших в студийный альбом. Часть дохода от него была направлена в мемориальный фонд Наташи Шнайдер, покойной клавишницы группы Eleven. В 2009 году проект Марка и Грега приостановил свою деятельность. В дальнейшем музыканты изредка записывали отдельные совместные песни вне рамок группы The Gutter Twins.

## Сотрудничество (2003−2022)
Ланеган появлялся в качестве гостя в группе Грега Дулли The Twilight Singers. Песни с его участием есть в альбомах Blackberry Belle (2003), She Loves You (2004) и Dynamite Steps (2011), а также в мини-альбоме A Stitch in Time (2006). В 2006 году он гастролировал с The Twilight Singers по Европе, Израилю и, позднее, США. Участвовал в записи альбомов Queens of the Stone Age, исполняя, как правило, не более одной песни (альбомы Rated R и …Like Clockwork), записывая для остальных бэк-вокал (Lullabies to Paralyze) или гармонический вокал (Era Vulgaris). Исключение составляет диск Songs for the Deaf, где Марк властвует четырьмя песнями.
В 2007 году Ланеган начал сотрудничать с английской группой Soulsavers. В альбоме It’s Not How Far You Fall, It’s the Way You Land его вокал присутствует в восьми песнях из десяти, также он обозначен как соавтор пяти текстов. Кроме того, на диске есть переработка его песни «Kingdoms of Rain», первоначально изданной на Whiskey for the Holy Ghost. Soulsavers записали материал в Англии, свой вокал Ланеган дописал в Лос-Анджелесе. В следующем альбоме, Broken 2009 года, его вокал есть на девяти песнях из тринадцати и на одной из двух в бонус-издании. Марк назван соавтором восьми песен и одного бонуса.
Также музыкант записал кавер песни Боба Дилана «Man in the Long Black Coat» специально для биографического фильма 2007 года «Меня там нет». В 2008 году Ланеган записал песню вместе с диджеем Bomb the Bass. Она получила название «Black River» и вышла на альбоме диджея Future Chaos. Два года спустя он записал «Another Night Out» для альбома UNKLE Where Did the Night Fall. В 2011 году Марк записал песню «Burning Jacob’s Ladder» специально для компьютерной игры Rage. За этим последовала кавер-версия песни Джонни Кэша «The Beast in Me» для саундтрека ленты «Похмелье: часть II».
В конце 2012 — начале 2013 года Ланеган вместе с Барретом Мартином и Майком МакКриди работал над вторым альбомом группы Mad Season. После ухода из группы вокалиста Лейна Стэйли в 1997 году, музыканты записали 10 — 12 инструментальных композиций, но в итоге забросили идею об альбоме. В 1999 году планировалось, что новом материале будет петь Баррет Мартин, но в июле 2012 появилось сообщение о том, что место вокалиста займёт Марк Ланеган, певший в первом альбоме Mad Season Above в качестве гостя. Проект завершился переизданием оригинального Above с включением нескольких новых треков с Ланеганом у микрофона.
Музыкант сотрудничал с бывшим гитаристом Guns N’ Roses и Velvet Revolver Слэшем, записав композицию «So Long Sin City» для независимого фильма с Эдвардом Фёрлоногом, Питером Койоти и Мигель Феррар в главных ролях. В мае 2013 года он вместе с английский мультиинструменталистом Дюком Гарвудом сделал совместный альбом, озаглавленный Black Pudding. На праздник под названием «День музыкального магазина», Марк и Моби записали композицию «The Lonely Night». По признанию Моби, о совместной работе с Ланеганом он мечтал последние 25 лет.
Список коллабораций Марка Ланегана включает в себя записи с проектом бельгийского мультиинструменталиста Альдо Стрёйфа Creature with the Atom Brain (вокал в песнях «Black Out, New Hit», «Crawl Like A Dog», «Lonely Light», «Black Rider Run» и «Night Of The Hunter, Pt. 1»), польским музыкантом Werk (вокал в треке «Long Cold Race»), британской певицей Мартиной Топли-Бёрд (вокал в «Need One» и кавер-версии песни The xx «Crystalised»), шведской исполнительницей Кристиной Овман (вокал в композициях «One Of The Folks», «Familiar Act» и «When On Fire»), американской гранжевой супергруппой Ten Commandos (приглашённый вокалист в сингле «Staring Down the Dust»), шведской психоделической группой I Am Super Ape (вокал в треке «Monki») и прочее.
Одной из последних песен, для которых Марк Ланеган записал вокал, стала «Devil Whistle Don’t Sing» панк дуэта The Devils, она вышла на альбоме Beast Must Regret Nothing 2021 года.

## Изобель Кэмпбелл (2004−2012)

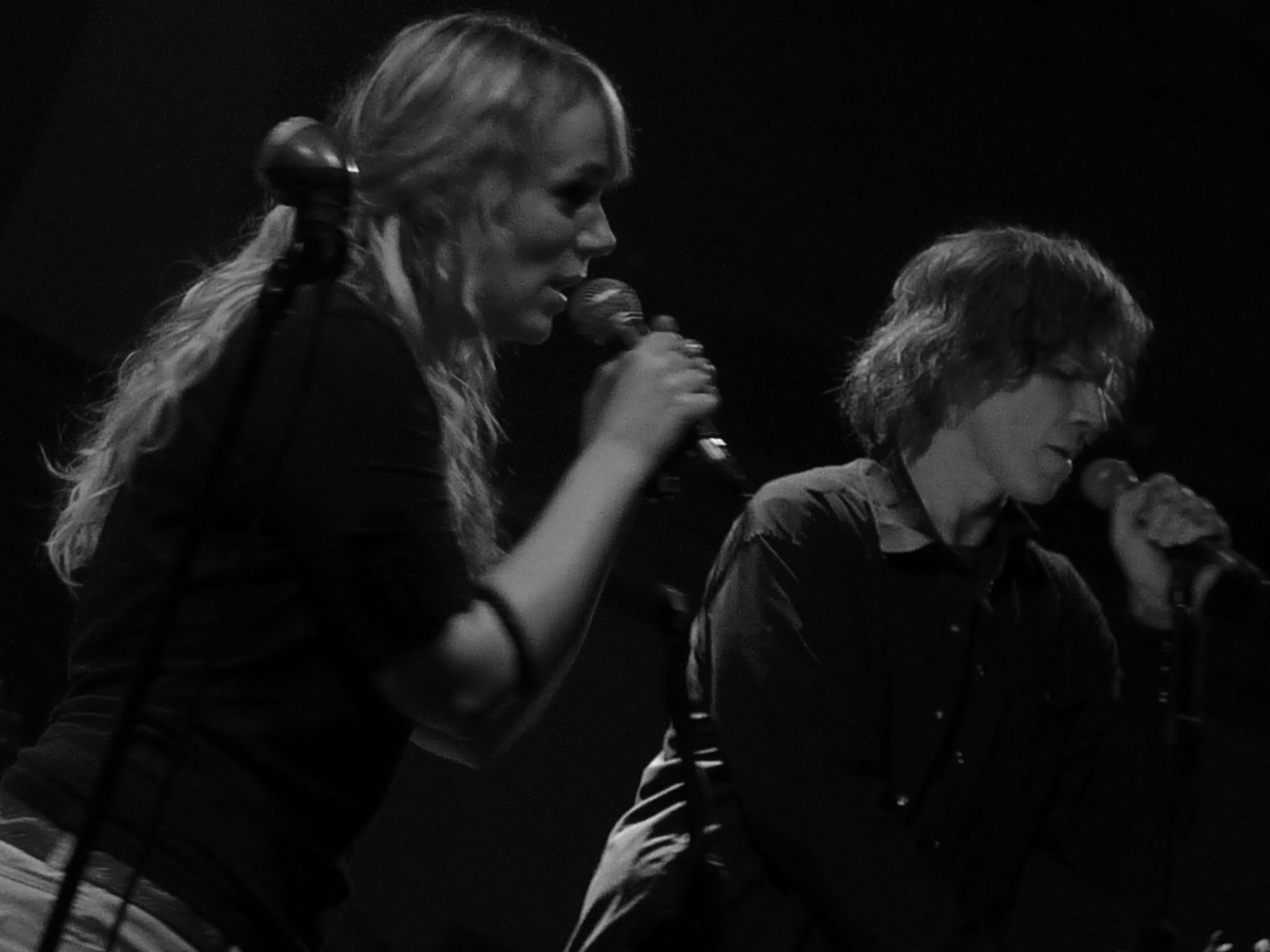
Изобель Кэмпбелл и Марк Ланеган

Первый мини-альбом Изобель Кэмпбелл с участием Ланегана Time Is Just the Same вышел в 2004 году. Два года спустя вышел первый студийный альбом Ballad of the Broken Seas, записанный дуэтом. Кэмпбелл записала большинство песен в Глазго, вокал Ланегана был добавлен в Лос-Анджелесе. Альбом был хорошо принят критиками, дуэт Марка и Изобель получил сравнение с дуэтом Ника Кейва и Кайли Миноуг.
После серии концертов в 2007 Кэмпбелл спросила Ланегана о новом альбоме, на что тот ответил: «В мгновение ока». На этот раз музыкант сам прилетел в Глазго и записал вокальные партии в конце марта, всего за 9 дней. По окончании записи Кэмпбелл заметила о работе Ланегана: «Это его классика, лёгкий американский голос, который я люблю». Альбом Sunday at Devil Dirt вышел в мае 2008 года.
Третий совместный альбом Hawk вышел в августе 2010 года. В течение 2010—2011 годов пара гастролировала в его поддержку. В 2012 году дуэт принял участие в трибьют-альбоме The Journey Is Long, посвящённому покойному основателю The Gun Club Джеффри Ли Пирсу. Изобель и Марк, наряду с Дэбби Харри и Ником Кейвом, исполнили песню «The Breaking Hands» из альбома The Gun Club Mother Juno. Продолжение сотрудничество музыкантов не получило.

## Личная жизнь и смерть
С 90-х и в начале нулевых музыкант страдал от алкоголизма и героиновой зависимости. Во время тура Screaming Trees в 1992 году его рука от героиновых инъекций воспалилась так сильно, что врачи предполагали её ампутировать.
Был другом Курта Кобейна, который приглашал его домой за несколько часов до своей смерти. Также дружил с Энтони Бурденом, который воодушевил его на написание мемуаров. Находился во враждебных отношениях с вокалистом Oasis Лиамом Галлахером.
Был женат на Шелли Брайен. В 2020 году пара переехала в графство Керри (Ирландия).
В марте 2021 года Ланеган был госпитализирован с диагнозом COVID-19 и был близок к смерти. Он несколько месяцев имел проблемы с ходьбой, временно потерял слух и несколько раз впадал в коматозное состояние. Музыкант скончался на 58-м году жизни утром 22 февраля 2022 года у себя дома в Килларни (Ирландия).

## Дискография
| Сольные альбомы - The Winding Sheet (1990) - Whiskey for the Holy Ghost (1994) - Scraps at Midnight (1998) - I’ll Take Care of You (1999) - Field Songs (2001) - Here Comes That Weird Chill (2003) (мини-альбом) - Bubblegum (2004) - Blues Funeral (2012) - Dark Mark Does Christmas (2012) (мини-альбом) - Imitations (2013) - Has God Seen My Shadow? An Anthology 1989–2011 (2014) (сборник) - No Bells on Sunday (2014) (мини-альбом) - Phantom Radio (2014) - A Thousand Miles Of Midnight (2015) (альбом ремиксов) - Houston Publishing Demos 2002 (2015) - Gargoyle (2017) - Somebody’s Knockin (2019) - Straight Songs of Sorrow (2020) | С Изобель Кэмпбелл - Ballad of the Broken Seas (2006) - Sunday at Devil Dirt (2008) - Hawk (2010) С Дюком Гарвудом - Black Pudding (2013) - With Animals (2018) В проекте Soulsavers - It’s Not How Far You Fall, It’s the Way You Land (2007) - Broken (2009) В составе The Gutter Twins - Saturnalia (2008) - Adorata (2008) (мини-альбом) |